# Список станций метрополитена Глазго
Это список станций Метрополитена Глазго — системы линий метрополитена в Глазго (Великобритания).

## Линии и станции

### Кольцевая линия
Станции упорядочены начиная с самой северной, по часовой стрелке.
- «Хиллхед» (англ. Hillhead)

открыта 14 декабря 1896 года
- «Келвинбридж» (англ. Kelvinbridge)

открыта 14 декабря 1896 года
- «Сент-Джорджс-Кросс» (англ. St. George’s Cross)

открыта 14 декабря 1896 года
- «Каукэдденс» (англ. Cowcaddens)

открыта 14 декабря 1896 года
- «Бьюкенен-стрит» (англ. Buchanan Street)

открыта 14 декабря 1896 года
- «Сент-Энох» (англ. St Enoch)

открыта 14 декабря 1896 года
- «Бридж-стрит» (англ. Bridge Street)

открыта 14 декабря 1896 года
- «Вест-стрит» (англ. West Street)

открыта 14 декабря 1896 года
- «Шилдс Роуд» (англ. Shields Road)

открыта 14 декабря 1896 года
- «Киннинг Парк» (англ. Kinning Park)

открыта 14 декабря 1896 года
- «Сеснок» (англ. Cessnock)

открыта 14 декабря 1896 года
- «Айброкс» (англ. Ibrox) — (до реконструкции имела название «Коплэнд Роуд» англ. Copland Road)

открыта 14 декабря 1896 года
- «Гован» (англ. Govan) (до реконструкции имела название «Гован Кросс» англ. Govan Cross)

открыта 14 декабря 1896 года
- «Партик» (англ. Partick) (заменила собой станцию «Мерклэнд-стрит» англ. Merkland Street)

открыта 16 апреля 1980 года
- «Келвинхолл» (англ. Kelvinhall) (до реконструкции имела название «Партик Кросс» англ. Partick Cross)

открыта 14 декабря 1896 года

### Закрытые
- «Меркленд-стрит» (англ. Merkland Street)